# Blastobasis pica
Blastobasis pica é uma espécie de mariposa do gênero Blastobasis pertencente à família Coleophoridae.